# Eudoxia Estrella
Eudoxia Estrella (Cuenca, 9 de julio de 1925-Cuenca, 21 de octubre de 2021) fue una pintora ecuatoriana. Sus padres, los dos cuencanos, fueron Alfonso Estrella Marchan, intelectual que escribía y hacía música y que habiendo sido muy rico quedó pobre y vivió estrechamente; y de Eudoxia Ordóñez Zamora, propietaria de una casa en el parque de San Sebastián.
Desde pequeña demostró su amor por este arte, garabateando las paredes de su casa, llenándolas de formas que salían de tizas, carbones y caramelos de colores; se inició en el camino de la pintura a temprana edad.
Fue gestora de la primera edición de la Bienal Internacional de Cuenca. Estrella, con más de seis décadas en la plástica, desde su cargo en la década de los ochenta como directora fundadora del Museo de Arte Moderno de la capital azuaya impulsó la cita.
Su carácter fuerte, su temperamento auténtico. Larrazábal comenta sobre ella: "su personalidad es marcada porque refuerza sus características personales, que se pueden sintetizar como una forma simple de ver las cosas y por tanto de solucionarlas. Una simpatía hacia los que tienen menos defensas y su sencillez, ingenuidad y ternura."

## Biografía
Por ser hija única  recibió una gran atención  y cariño por parte de su familia, creció con una gran sensibilidad y creatividad. Para expresarse con su madre utilizaba el dibujo, en su infancia le gustaba jugar con cintas y papeles de colores. Eudoxia era consentida por su abuelo, Daniel Ordóñez Vintimilla, quien le regaló una pizarra de piedra que poco después se rompió. Desde niña en la casa de sus abuelos buscaba pedazos de carbón y tizas para graficar en las paredes blancas monigotes y figuras abstractas
Sus estudios primarios los realizó en la escuela “Austral” de las Madres de la Caridad, donde todas las materias le aburrían menos el dibujo,  en 1937 estudió un año de comercio en el colegio “Herlinda Toral” por a su tío Aurelio Ordóñez Zamora, pero se retiró porque no le agradaban los números.
Desde temprana edad demostró un gran amor por el arte, lo que le llevó en 1938, a los 13 años a ingresar a la Escuela de Bellas Artes que dirigía Luis Toro Moreno, cursó sus estudios durante ocho años debido a una petición suya de seguir estudiando, para seguir profundizando en el conocimiento de las técnicas, desde el óleo a la acuarela.  Es allí donde pasó los años más dichosos de su vida –a decir de ella- pintando, y trabajando siempre en asuntos artísticos bajo la supervisión e influencia de sus profesores Emilio Lozano y Luis Pablo Alvarado. Graduada en 1947 con honores.
En 1953 empezó a asistir como oyente a las clases de Filosofía, Literatura e Historia del Arte que dictaban los Profesores Francisco Álvarez González, Luis Fradejas y Gabriel Cevallos García en la Universidad de Cuenca, respectivamente.

## Trayectoria
Durante su vida, Eudoxia ha realizado trabajos de cerámica, pinturas en acuarela y óleo.
En 1959 expone su primera muestra individual de óleos y acuarelas, en el Ministerio de Educación, la Casa de la Cultura Ecuatoriana y el Museo Nacional en 1959, y una de sus obras, La madre (1957), resultará premiada.
En los años 1960, fundó el primer taller de pintura para niñas y niños en Cuenca, formando una generación cercana al arte y amante de la pintura. Su motivación y legado se plasma en la libre de expresión para los niños a través de la pintura, brindado acceso a sus clases a niños con y sin recursos.
En 1965 se incorpora como Miembro de la Casa de la Cultura Ecuatoriana, Núcleo del Azuay, en cuyo II Salón de Pintura, un año antes, había obtenido una Mención de Honor. En esta década producirá algunas de sus obras más famosas, como Stella matutina, Madre, La planchadora, esta última con la que culmina su labor creativa con óleo e inicia un periodo de experimentación en el que se irá forjando el dominio de la acuarela.

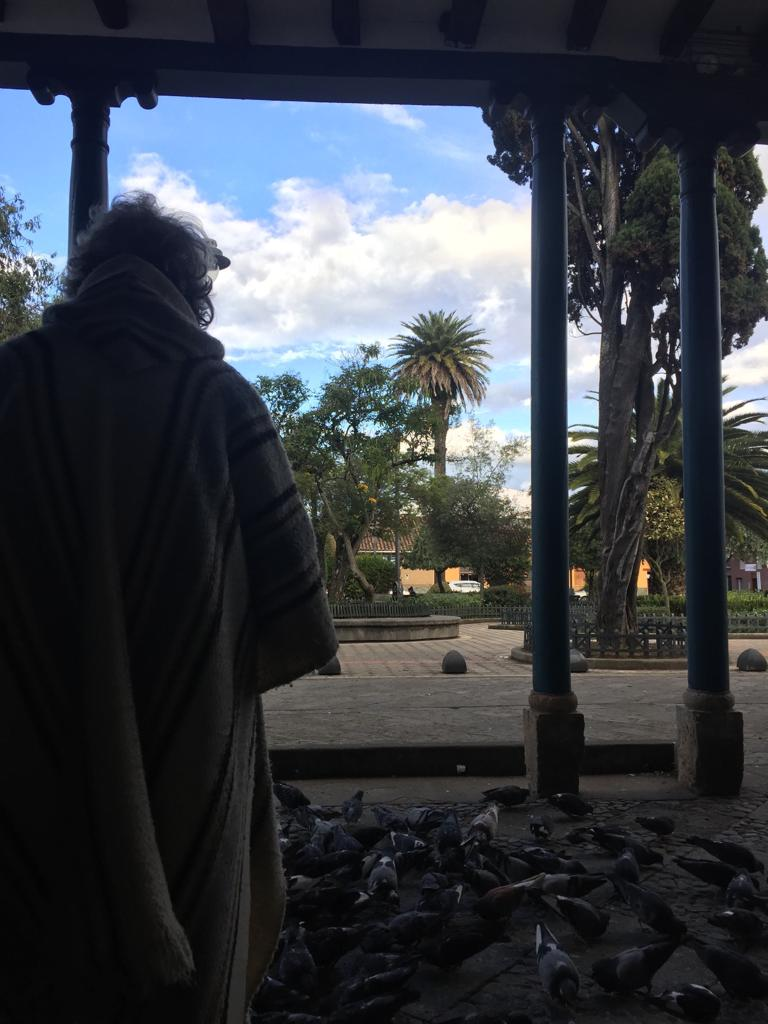
Eudoxia Estrella

En 1971 fundó la Academia de Pintura Infantil, en la buhardilla de su casa llevada por su amor a los niños. Y como al lado funcionaba un Reformatorio de menores donde se cometían verdaderas atrocidades, viajó a Quito con Celia Muñoz Chávez y tras quince días de esperas y antesalas fueron recibidas por la primera dama de la Nación, Corina del Parral, quien las escuchó con suma paciencia y algo de bueno se hizo después.
Su primera exposición la realizó en Quito en el Ministerio de Educación, la Casa de la Cultura y el Museo Nacional.
En 1975 desarrolló la técnica de la Acuarela tras de haber aprendido un sistema muy duro. Empezó a hacer pruebas en aguadas o acuarela sobre papel mojado, luego realizó un Casualismo dirigido sobre bocetos, guiando las gotas y fusionando los colores. Antes había elaborado Acuarelas clásicas, llenando simplemente los espacios. Ahora hace Acuarelas lavadas metiéndolas en un grifo, pues la naturaleza ha sido siempre su principal maestra. En 1979 obtuvo un Agradecimiento Especial en el III Salón Femenino de Arte celebrado en Guayaquil. En 1980 le fue ofrecida la dirección del Museo de Arte Moderno del Banco Central.
Hacia 1980 la vemos codearse en Quito con pintores como Oswaldo Muñoz Mariño, Julio Mejía, Marco Ruales y César Tacco; y a partir de entonces participar en diferentes muestras, encuentros nacionales, salones de pintura, y en la mayoría de los más importantes espacios de exhibición pictórica que tuvieron lugar en el país a lo largo de esa y las décadas siguientes.
En 1984, bajo la dirección de Estuardo Maldonado nació la idea de la Bienal Internacional de Pintura de Cuenca, que un año más tarde se volvería una realidad. La II Bienal se llevó a cabo en 1989 y desde ahí se ha convertido en un ícono cultural cuencano.
En 1986, en recuerdo de su cónyuge Guillermo Larrazábal decidió dar un buen uso al espacio que ocupaba su taller de Vidrio en los bajos de su casa y decidió abrir la Sala de Exposiciones y Galerías de Arte que lleva su nombre, la primera que existió en Cuenca - Ecuador.
En el año 2011, más por cumplir con leyes y reglamentos que porque así lo sintiera o necesitara ella, debió acogerse a la jubilación y dejar la dirección del Museo, ante el beneplácito de alguna gente que veía en ella un obstáculo para la circulación de otras formas de arte, menos convencionales, más etéreas y ligeras.
Durante la XIV Bienal de Cuenca de noviembre de 2018, se rindió homenaje a la artista Eudoxia por ser la fundadora de la Bienal.
Eudoxia ha dedicado su vida al arte, desde diferentes espacios: la escuela de Bellas Artes como estudiante, la Academia Estrella, en su calidad de fundadora y directora; como maestra de artes en el colegio Garaicoa, en el Museo de Arte Moderno; en la Bienal Internacional de Pintura, demostrando que nada es imposible cuando el camino que tomamos es el que queremos caminar siempre y aunque hay gente que no reconoce los esfuerzos y los sueños de toda una vida, hay quienes si valoran el quehacer y el aporte de esta importante pintora de Cuenca; por ello, como un reconocimiento fundamentado y sustentado se ha propuesto el nombre de Eudoxia Estrella para el premio nacional Eugenio Espejo, propuesta que seguramente tendrá el apoyo y la acogida de las personas que han tenido la oportunidad de conocer y trabajar con esta impresionante artista cuencana, que ha creído en la creatividad y fortaleza humana para hacer de este rincón del mundo una ciudad reconocida por su belleza y su arte.

## Obras relevantes
Su técnica se basa la acuarela y óleo, empleando casualismo que consiste en lavar el papel una vez pintado y aplicar una nueva capa de color.  Sus obras presentan belleza sencilla y técnica depurada, siendo de su preferencia retratar paisajes y personas realistas y en 3D.
Su trabajo refleja retratos de niños, muchos indígenas e imágenes de la naturaleza. Eudoxia ama capturar los sentimientos de la naturaleza a través de sus elementos como una hoja seca, una imagen de un pez o flores en el campo.